# 山本信
山本 信（やまもと まこと、1924年9月6日 - 2005年）は、日本の哲学者、東京大学名誉教授。

## 来歴
大阪府堺市生まれ。1943年東京帝国大学文学部哲学科入学。1944年9月兵役のため休学、館山で敗戦、復学。1947年卒業、大学院に入学、1952年満期退学。1956年東京大学文学部助教授、1971年教授、文学部長を務め、1985年定年退官、東京女子大学文理学部教授。1992年同学長、1998年退任。

## 著書
- 『ライプニッツ哲学研究』東京大学出版会, 1953
- 『形而上学の可能性』東京大学出版会, 1977
- 『哲学の基礎』旺文社(ラジオ大学講座)　1983

### 共編著
- 『科学の基礎』大森荘蔵・沢田允茂共編 東京大学出版会, 1969
- 『講座哲学 1 哲学の基本概念』東京大学出版会, 1973
- 『世界の名著　ヤスパース、マルセル』中央公論社 1976。責任編集
- 『哲学概論』岩崎武雄共編 新版 北樹出版, 1978
- 『哲学 哲学の基本概念』岩崎武雄 新版 北樹出版, 1978
- 『ウィトゲンシュタイン小事典』黒崎宏共編 大修館書店, 1987

### 追悼文集
- 『形而上学の可能性を求めて──山本信の哲学』工作舎, 2012。ISBN 978-4875024477